# Контекстуализам
Контекстуализам описује спектар становишта у филозофији, које истичу контекст у коме се врши изрицање или приписивање знања, и тврди да, у неким важним аспектима изрицање или приписивање знања може бити схваћено само у односу на тај одређени контекст. Контекстуалистичка становишта тврде да важни филозофски изрази, као што су „зна да П”, „има разлога за А”, па чак и „бити истинит” или „бити у праву” имају смисла само у односу на одређени контекст. Неки филозофи сматрају да контекстуална зависност истиносних услова сазнајних тврдњи може водити у релативизам; ипак, контекстуалистички ставови постају све популарнији у филозофији.

## Епистемологија
У епистемологији, контекстуалисти сматрају да је израз „знање” контекстуално осетљив. Контекстуално осетљиви изрази су они који „изражавају различите исказе у различитим контекстима употребе”. На пример, неки термини који се недвосмислено сматрају контекстуално осетљивим су индексикали, као што су „ја”, „овде” и „сада”. Док реч „ја” има стални језички смисао у свим контекстима употребе, на кога се тај израз односи варира у зависности од контекста. На сличан начин, епистемички контекстуалисти тврде да је реч „знање” контекстуално осетљив, изражавајући различита значења у различитим контекстима.
Контекстуализам је заснован, делом, са циљем да одговори на скептички парадокс, који има следећи облик:
1. Не знам да нисам део скептичког сценарија Х (нпр. „Не знам да нисам мозак у посуди”)
2. Ако не знам да Х није случај, онда не знам ни свакодневни исказ O (нпр. „Знам да имам руке”)
3. Дакле, не знам да О.

Контекстуалистичко решење не пориче ниједну премису, нити тврди да закључак не следи логички из њих, већ повезује истиносну вредност исказа (3) са одговарајућим контекстом, и тврди да можемо одбацити исказ (3) у одређеном контексту—као што је свакодневни конверзациони контекст—где испуњавамо епистемичке стандарде за исправно приписано знање.
Основни принцип контекстуалистичке епистемологије, без обзира за коју теорију знања је везана, јесте да су приписивања знања контекстуално осетљива. То значи да истиносне вредности сазнајних тврдњи зависе од контекста приписивања знања. Контексти у којима су стандарди за приписивање знања изузетно високи—нпр. скептички контекст—чине исказе као што су „Знам да имам руке” неистинитим. Међутим, ако исту ту тврдњу изричемо у свакодневном контексту—нпр. у кафићу са пријатељима, где важе нижи епистемички стандарди, та тврдња ће бити истинита, а њена негација ће бити неистинита. Чини се, дакле, да једино када се упуштамо у филозофска разматрања о скептицизму утичемо на губитак (претходног) знања. Међутим, када напустимо скептички контекст ми поново истинито можемо тврдити да знамо.
Када приписујемо знање некоме, контекст у коме користимо термин "знање" дефинише стандарде у односу на које се врши приписивање (или одрицање) знања. Ако га користимо у свакодневним конверзационим контекстима, већина наших тврдњи да знамо је, по мишљењу контекстуалиста, истинита, упркос скептиковим покушајима да покаже како ми знамо врло мало, или готово ништа. Али, ако се термин „знање” користи у конктекстима у којима се расправља о скептичким хипотезама, готово свако приписивање знања биће погрешно. Контекстуалисти користите ово да би објаснили зашто скептички аргументи могу бити убедљиви, али у исто време бране исправност наших уобичајених захтева за истинитим приписивањима знања. Важно је напоменути да ова теорија не дозвољава да неко може имати знање у неком тренутку, а у неком другом не, јер то не би био задовољавајући епистемолошки одговор. Оно што контекстуализам тврди је да у једном контексту сазнајна тврдња може бити истинита, а у контекстима са вишим стандардима за приписивање знања иста та тврдња може бити неистинита.
Оно што варира у зависности од контекста јесте колико добра епистемичка позиција субјекта мора бити би му се могло приписати знање. Контекстуализам у епистемологији је семантичка теза о томе како термин "знање" функционише у обичном језику. Епистемолози комбинују контекстуализам са различитим теоријама знања ради решавања важних епистемолошких питања, као што су скептицизам, Гетијеов проблем, и парадокс лутрије.
Контекстуалистичке теорије знања су постале изузетно популарне крајем 20. века, посебно у одговорима на питање скептицизма. Неки од најзначајнијих савремених контекстуалиста су Мајкл Блом-Тиллман, Мајкл Вилијамс, Стјуарт Коен, Кит Дироуз, Дејвид Луис и Гејл Стајн.